# Osman Kavala
Osman Kavala (París, 2 d'octubre de 1957) és un empresari, editor i activista social turc que compleix una condemna de cadena perpètua sota l’acusació «d'intentar subvertir l'ordre constitucional».

## Biografia
Kavala va estudiar al Robert College a Istanbul i Ciències Econòmiques a la Universitat de Manchester. Després de la mort del seu pare el 1982, va passar a dirigir l'empresa familiar Kavala Companies. Kavala dirigeix la fundació cultural Anadolu Kültür Foundation d'ençà el 2002 i també és col·laborador d'Amnistia Internacional.
El 18 d'octubre del 2017 va ser arrestat sense càrrecs per l'Estat turc quan tornava de Gaziantep a l'Aeroport Internacional Atatürk d'Istanbul i empresonat. El 25 d'abril de 2022 va ser condemnat a cadena perpètua acusat d'intentar enderrocar el govern de Recep Tayyip Erdogan durant la temptativa de cop d'estat a Turquia de 2016, mitjançant el presumpte finançament de manifestacions antigovernamentals del Parc Taksim Gezi durant les protestes del 2013 a Turquia.
El gener de 2021, fou una de les 50 personalitats que signar el manifest «Dialogue for Catalonia», promogut per Òmnium Cultural i publicat a The Washington Post i The Guardian, a favor de l'amnistia dels presos polítics catalans i del dret d'autodeterminació en el context del procés independentista català. Els signants lamentaren la judicialització del conflicte polític català i conclogueren que aquesta via, lluny de resoldre'l, l'agreuja: «ha comportat una repressió creixent i cap solució». Alhora, feren una crida al «diàleg sense condicions» de les parts «que permeti a la ciutadania de Catalunya decidir el seu futur polític» i exigiren la fi de la repressió i l'amnistia per als represaliats.